# Suillus lakei
Bolet de Lake, Bolet du douglas
Espèce
Suillus lakei, le Bolet de Lake, est une espèce de champignons basidiomycètes de la famille des Suillaceae (après avoir été classée dans celle des Boletaceae). Il est caractérisé par son chapeau couvert de mèches brunes, sa marge parfois blanche pendante et son habitat sous Sapin de Douglas.

## Systématique
Le nom correct complet (avec auteur) de ce taxon est Suillus lakei (Murrill) A.H. Sm. & Thiers, 1964.

### Basionyme
L'espèce a été initialement classée dans le genre Boletus sous le basionyme Boletus lakei Murrill, 1912.

### Synonymes
Suillus lakei a pour synonymes :
- Boletinus lakei (Murrill) Singer, 1945
- Boletinus tridentinus subsp. landkammeri Pilát & Svrcek, 1949
- Boletus lakei Murrill, 1912
- Ixocomus lakei (Murrill) Singer, 1940

### Publication originale
- A.H. Smith, H.D. Thiers, A contribution toward a monograph of North American species of Suillus (Boletaceae), 1964, p. 1-116

## Description du sporophore
Cuticule : méchuleux ou de petites écaille.
Hymenophore : chapeau avec des diamètres de jusqu'à 15 cm, rouge-brun fibres  avec une légère dépression centrale.
Voile partiel : les pores sont recouverts  voile partiel d'une couleur blanchâtre lorsqu'il est jeune présence d'une laineuse voile sur le stipe.
Hymenium : jaune spongieux au jaune-brun pores anguleux.
Stipe : entre 6 et 12 cm, 1-3 cm d'épaisseur.
Chair : jaunâtre, parfois coloration rosâtre.

## Galerie

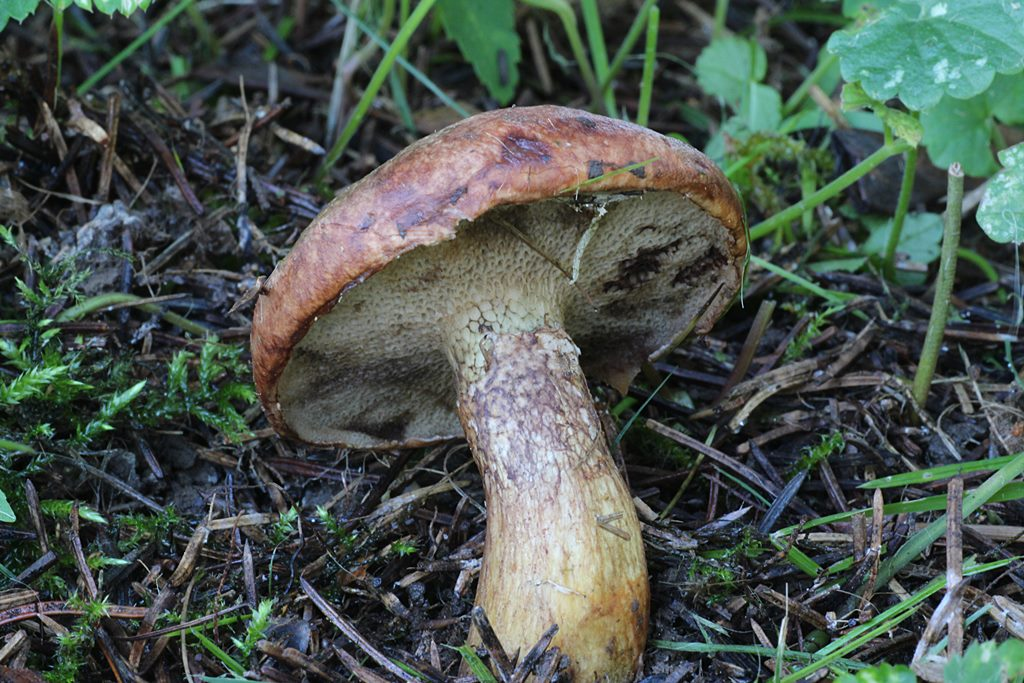
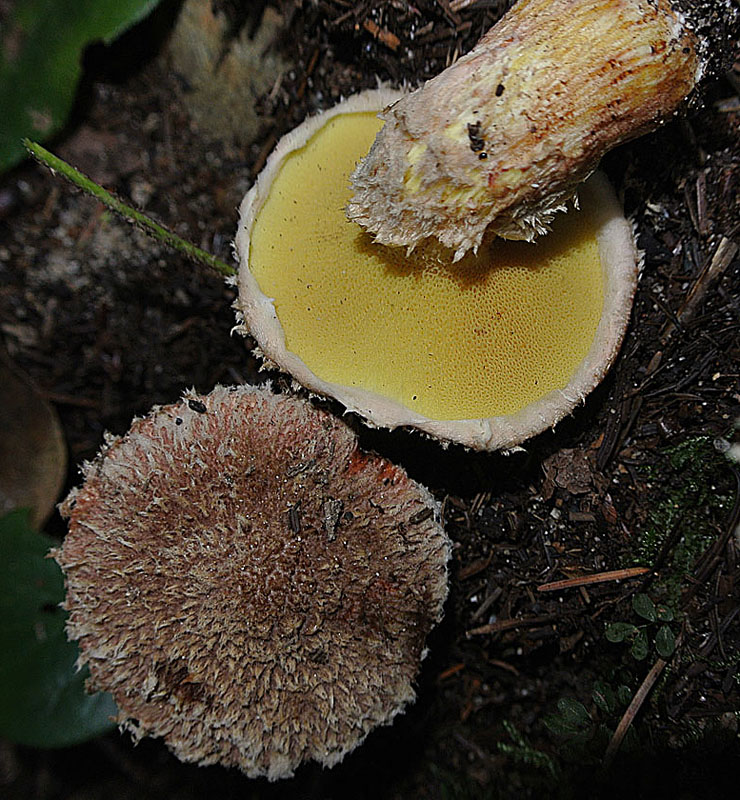
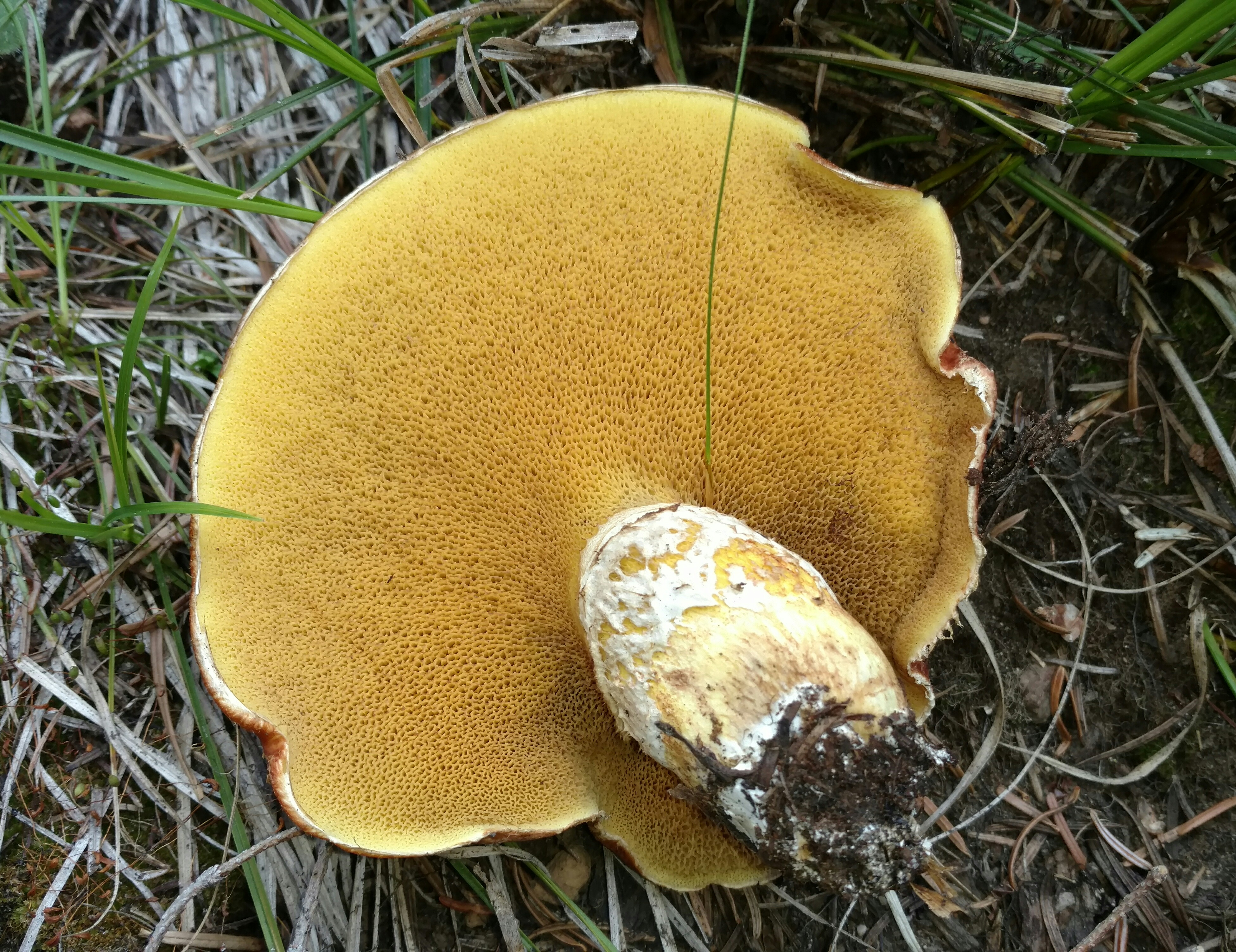
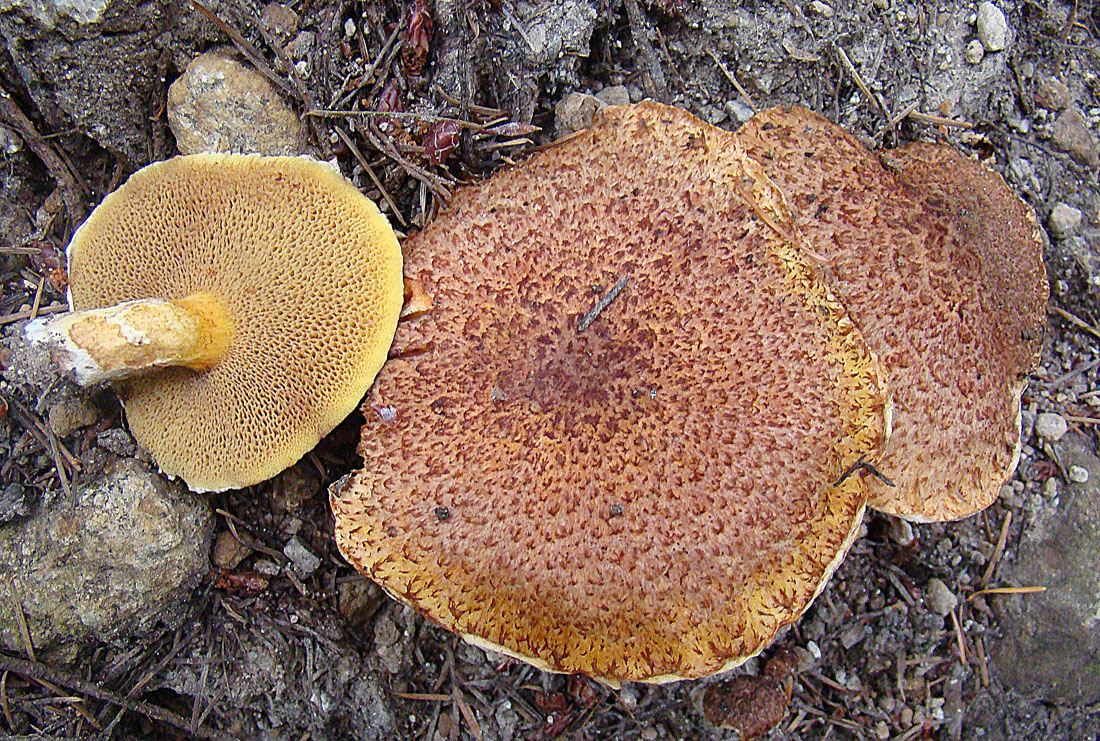
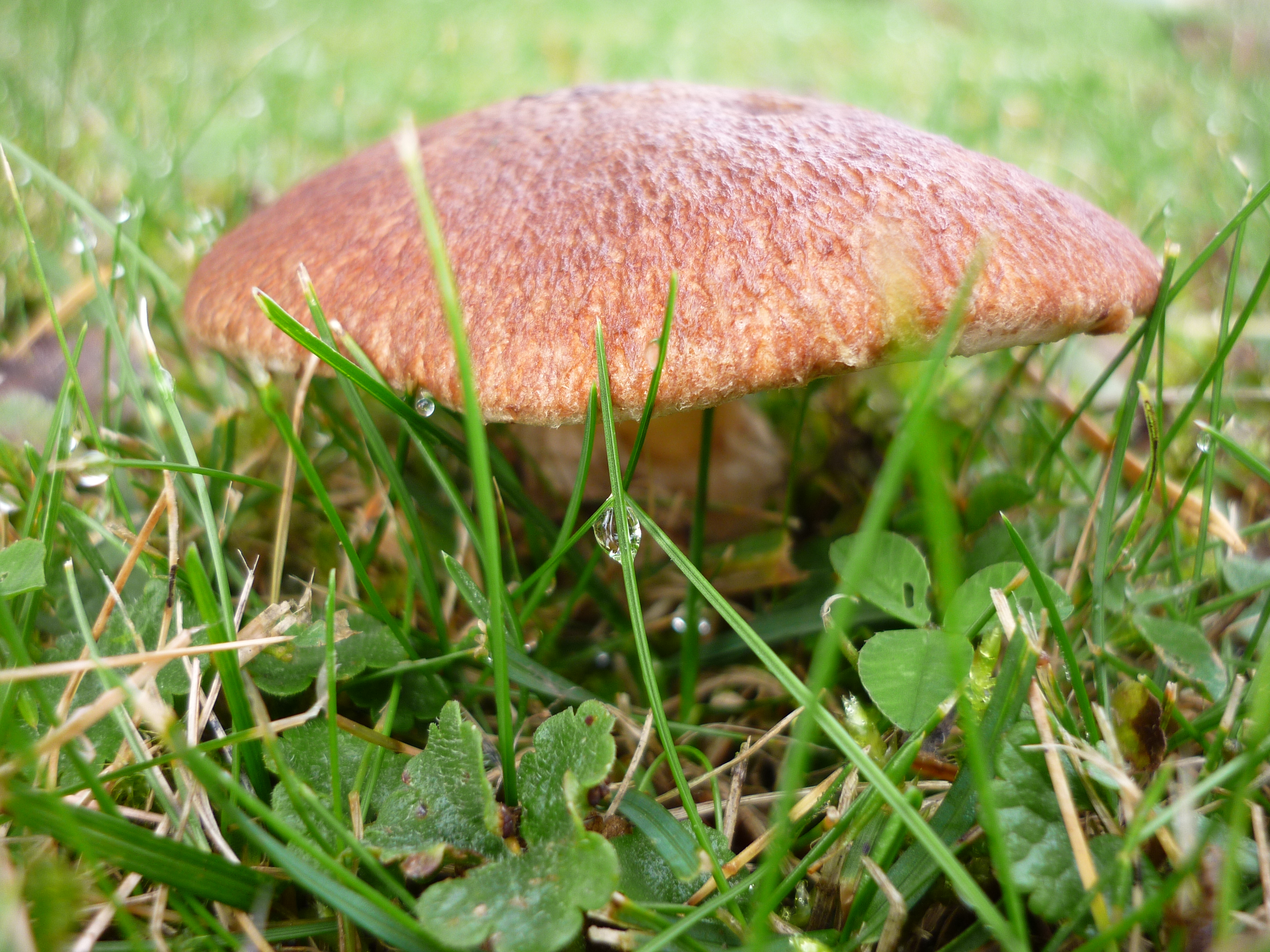
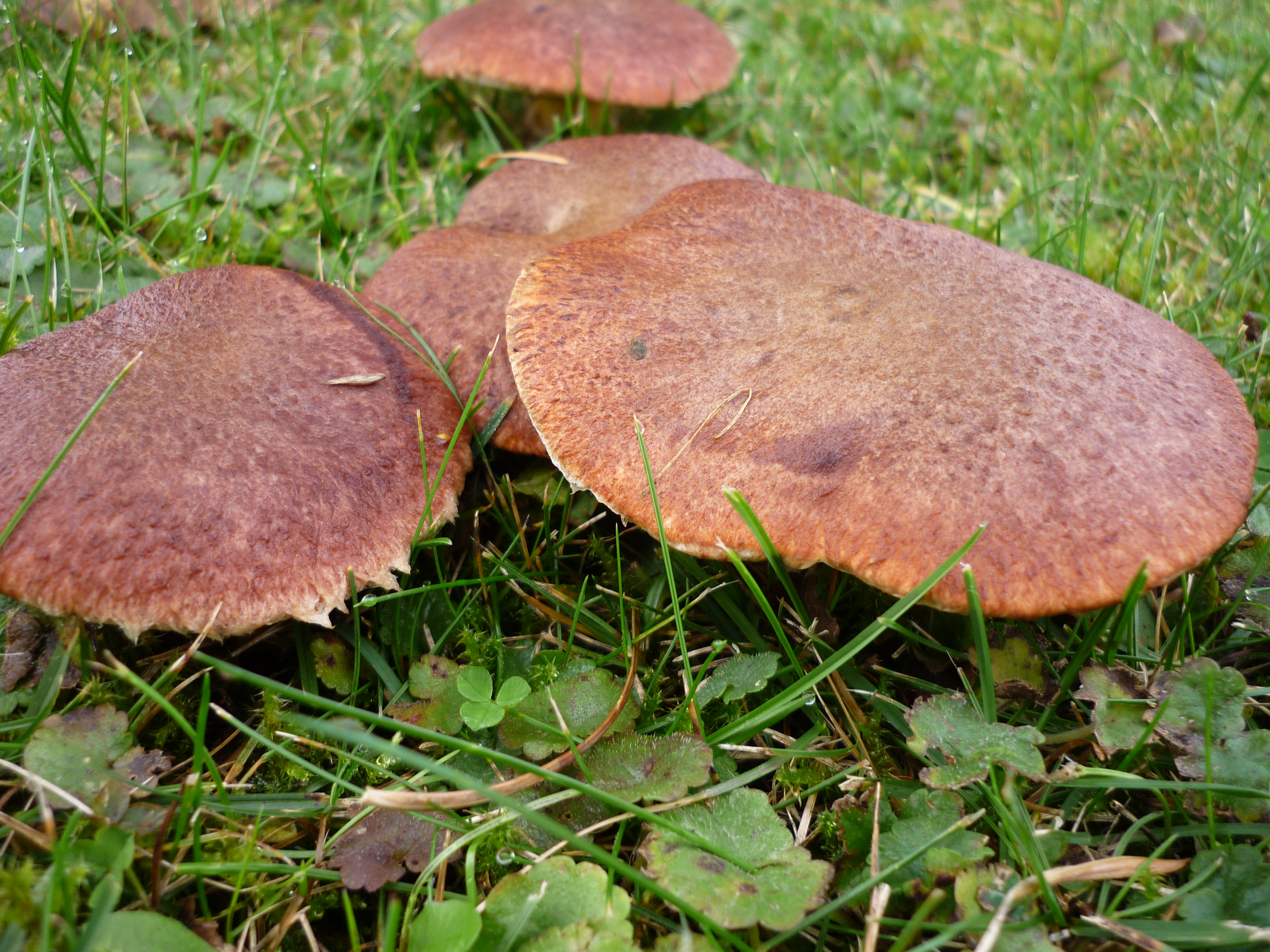
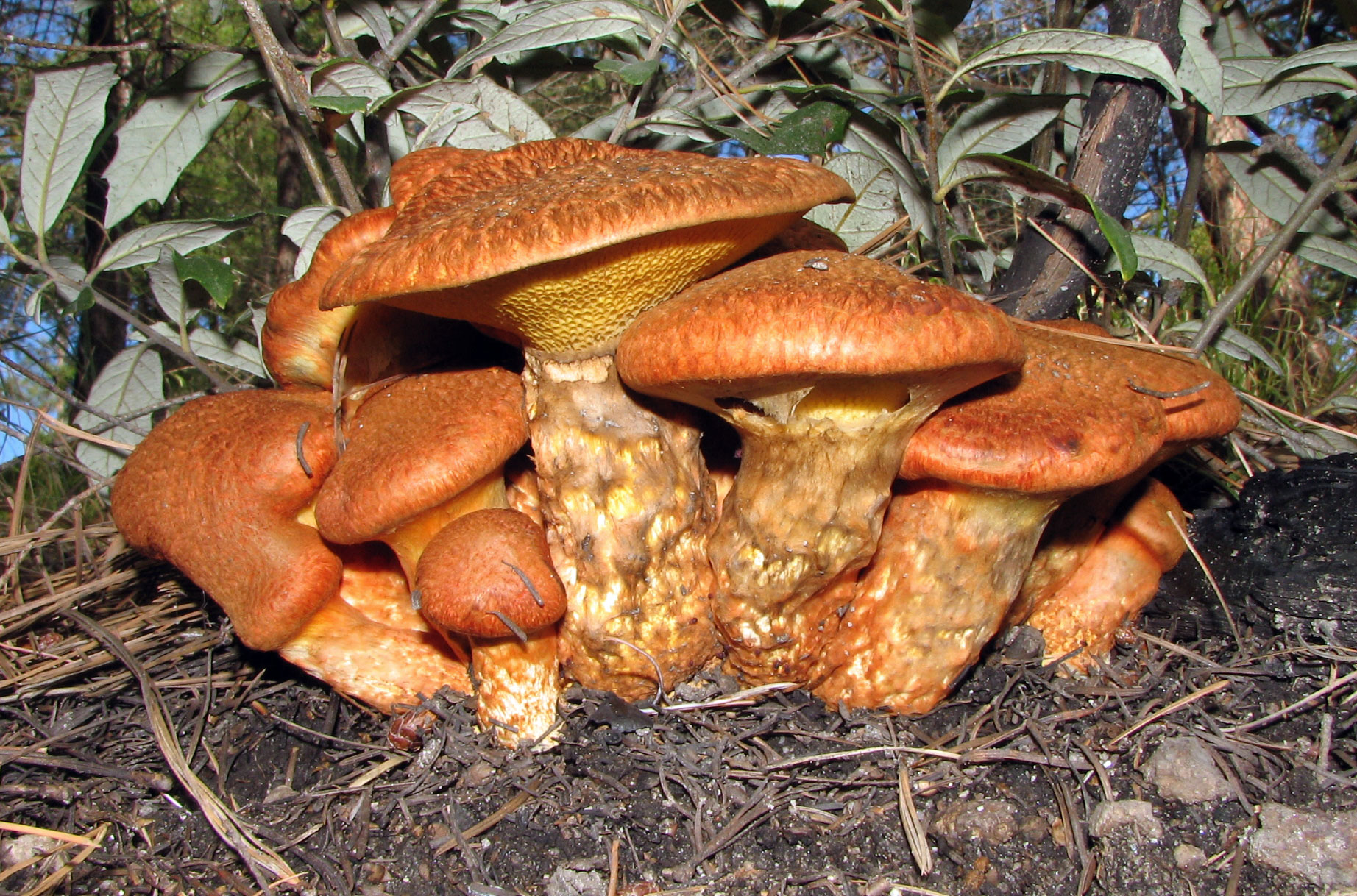

## Distribution et habitat

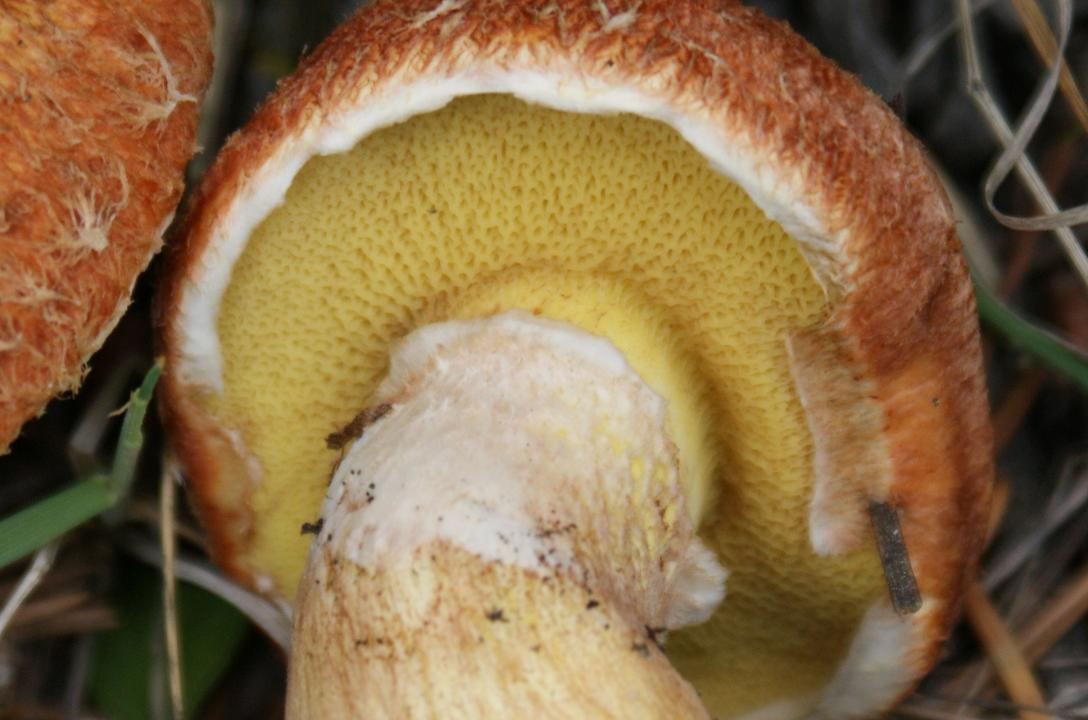
Surface des pores d'un jeune spécimen

Ce champignon est originaire du Nord-Ouest de l'Amérique du Nord, mais a été introduit en Europe, en Amérique du Sud et en Nouvelle-Zélande. Il pousse en association avec le Sapin de Douglas et se rencontre souvent aux côtés d'une autre espèce associée au Sapin de Douglas, Gomphidius subroseus.

## Variétés et formes

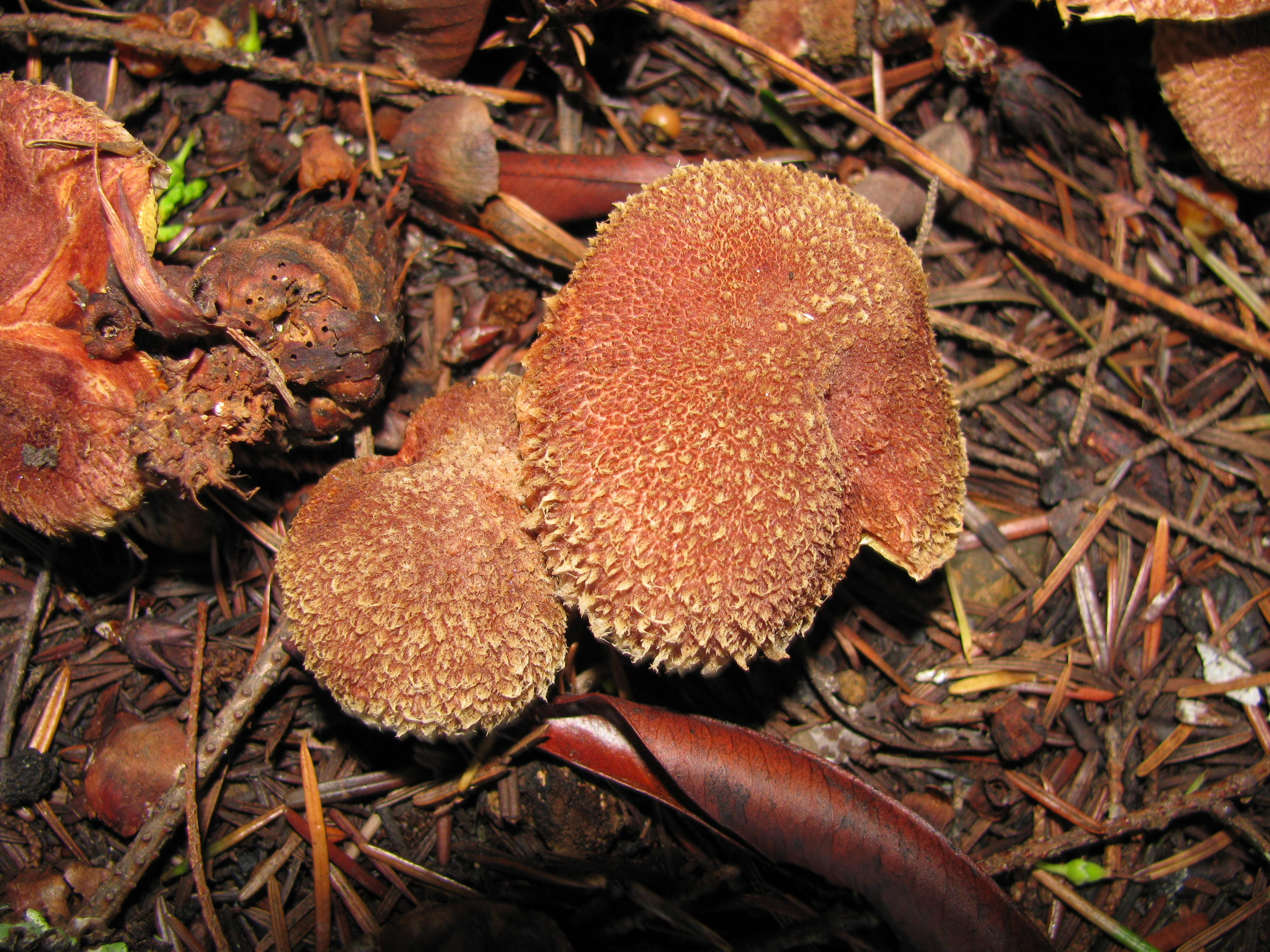
La variété pseudopictus présente un chapeau rouge et des picots dressés.

Une variété italienne caractérisée par un chapeau jaune clair avec des écailles rouge-violacé, a été nommé Suillus lakei var. calabrus .
La variété pseudopictus présente un chapeau rouge et des picots.
La variété landkammeri possède un chapeau avec des paquets de méchules bien en relief.

## Comestibilité
Ce champignon est considéré comestible, mais les opinions varient considérablement quant à sa qualité. Comme tous les bolets du genre Suillus, il est plus au moins laxatif selon la tolérance individuelle, la quantité consommée et le degré de maturité des spécimens consommés. Pour cela il est préconisé de ne cueillir que des jeunes spécimens, de retirer le pied fibreux, de peler la cuticule et de consommer une quantité modeste la première fois pour évaluer sa propre tolérance aux effets laxatifs.

## Confusions possibles
- Suillus spraguei
- Suillus cavipes
- Suillus spectabilis